# Model de hârtie

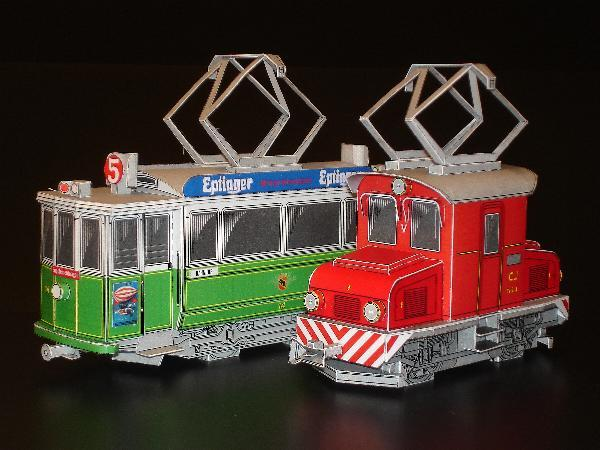
Modele de hârtie ale unor tramvaie

Modelele de hârtie sunt modele construite exclusiv din hârtie sau carton de diferite grosimi.

## Apariție
Modele de hârtie au luat avânt în perioada celui de-al Doilea Război Mondial, hârtia fiind unul dintre puținele produse ce nu erau atent controlate și restricționate. Se poate spune că aceste modele de hârtie (papercraft) sunt o ramură a cunoscutei arte origami, dar care spre deosebire de origami, folosește și alte instrumente în afară de hârtie.

## Detalii
Un model de hârtie este format din mai multe foi de hârtie sau carton de diferite dimensiuni și grosimi. Modelul ce urmează a fi construit este împărțit într-un număr de bucăți, care vor fi tăiate cu o foarfecă după contur. Conform instrucțiunilor de asamblare, bucățile sunt decupate, îndoite și lipite pentru ca în final să se obțină o miniatură din hârtie. 
Varietatea și posibilitățile nelimitate de creație și construcție ale modelelor de hârtie au făcut să existe nenumărate categorii –arhitectură, animale, vehicule, aeronautică ș.a, dar și niveluri de dificultate.

## Răspândire
Modelele de hârtie sunt răspândite în toată lumea, un interes crescut pentru acest tip de hobby avându-l europenii și japonezii. Categoria modelelor de hârtie a fost folosită ca modalitate de promovare și marketing de către marile companii, de exemplu Canon sau Yamaha. 
În mediul online se găsesc numeroase modele de hârtie ce pot fi downloadate gratuit, dar și magazine online ce comercializează diferite modele de hârtie. Prețul accesibil și larga răspândire pe internet a dus la o popularitate mare a acestor modele.

## Avantaje
Modelele de hârtie sunt maleabile, iar în funcție de model pot fi miniaturi arhitecturale sau jucării pentru copii. Prețul este unul accesibil, iar instumentele necesare pentru construcție sunt puține și la îndemâna tutuor. Construcția unui astfel de model dezvoltă gândirea, spiritul creativ și capacitatea de concentrare.

## Galerie

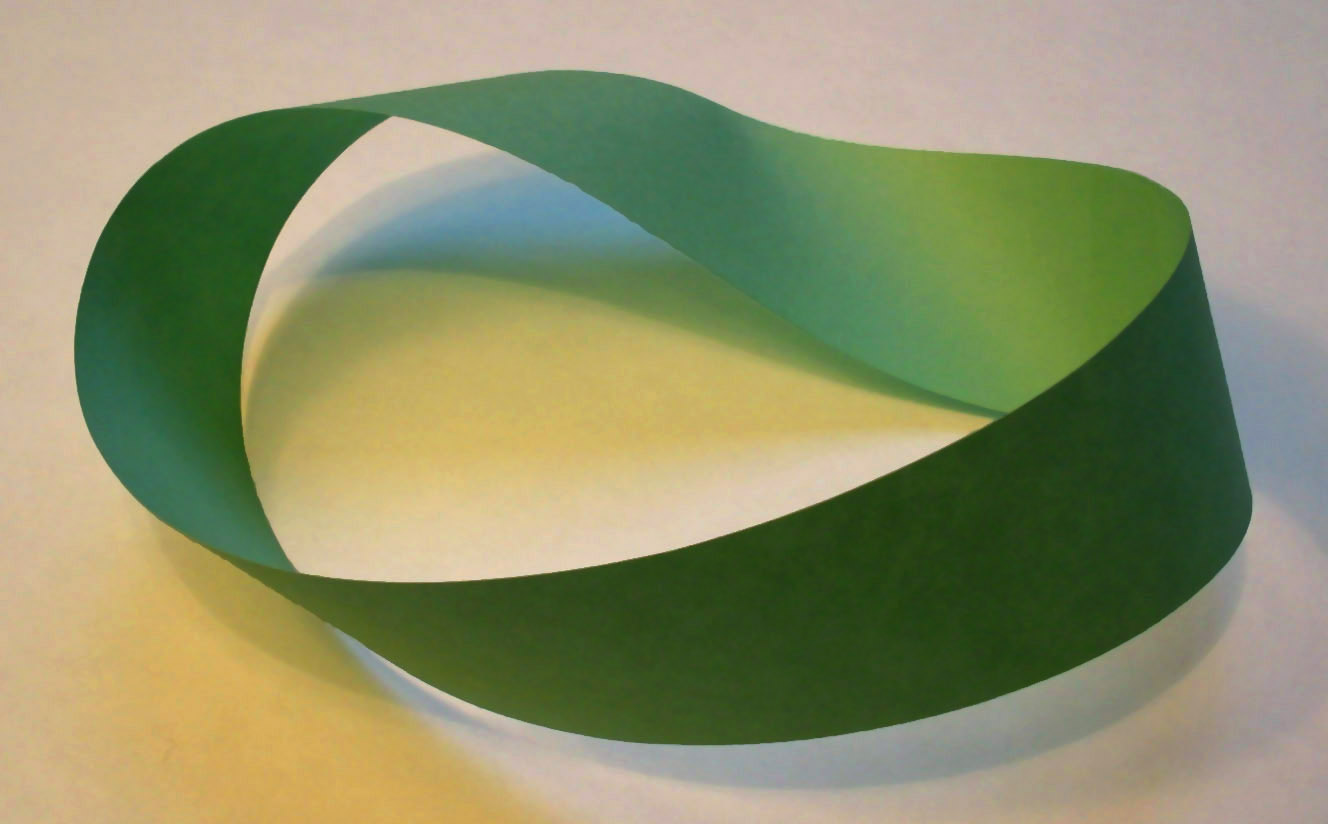
Modelul unei benzi Möbius
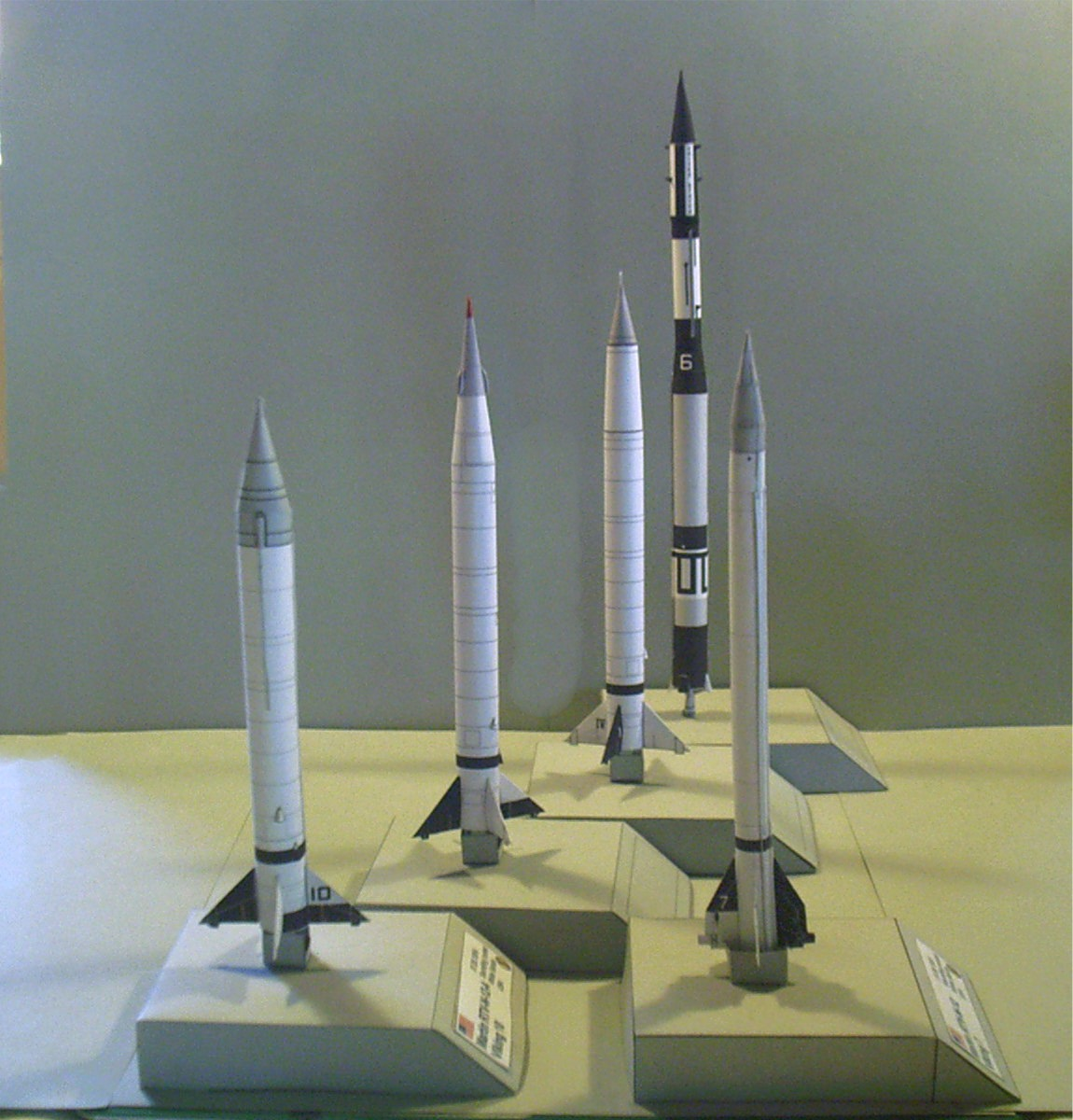
Modele de rachete din hârtie